# Antoine-François Desrues
Antoine-François Desrues, né en 1744 à Chartres et mort le 6 mai 1777 à Paris par le supplice de la roue, est un empoisonneur français.

## Biographie
Epicier (marchand d'épices) à Paris, Desrues s’enrichit par des escroqueries et des crimes et sut, par son hypocrisie, se faire une telle réputation de vertu que pendant longtemps on ne put le soupçonner. Ayant acheté à M. de La Motte, écuyer du roi, la terre de Buisson-Soëf près de Villeneuve-sur-Yonne, qu’il devait payer 130 000 livres, il résolut de faire mourir toute la famille de son créancier afin de s’emparer du bien sans rien débourser : il avait déjà empoisonné la femme et le fils, lorsque son crime fut découvert. Il fut rompu vif puis brûlé le 6 mai 1777 en place de Grève à Paris et ses cendres dispersées.
Ce fut Charles-Henri Sanson, futur bourreau du roi Louis XVI, qui procéda au supplice.
Soutenu par le petit peuple qui voyait en lui un simple martyr, victime de l’arbitraire royal ne lui ayant même pas épargné le bûcher, ce fils de petit boutiquier eut ses cendres filtrées par une foule étant allée jusqu’à se battre pour en récupérer le moindre bout d’os, reliques auxquelles elle attribuait des vertus magiques (enrichissement) et qui furent ensuite l’objet d’un commerce.
Sa veuve, Marie Louise Nicolas, est condamnée à être fouettée et marquée sur les deux épaules de la lettre V, puis enfermée à la Salpêtrière. Elle est assassinée par les émeutiers lors des massacres de Septembre, en 1792.
Après sa condamnation, sa famille obtient par des lettres patentes de décembre 1777 le droit de changer de patronyme, de Desrues en Orée. C'est ainsi que Pierre Desrues devint en 1777 Pierre Orée (son fils Louis Noël Marin, né à Chartres en 1778, demeurant à Orléans, se fera appeler Orée d'Aideville) et en 1813 une autre branche devint Dorée.

Les étapes du supplice d'Antoine-François Derues le 6 mai 1777
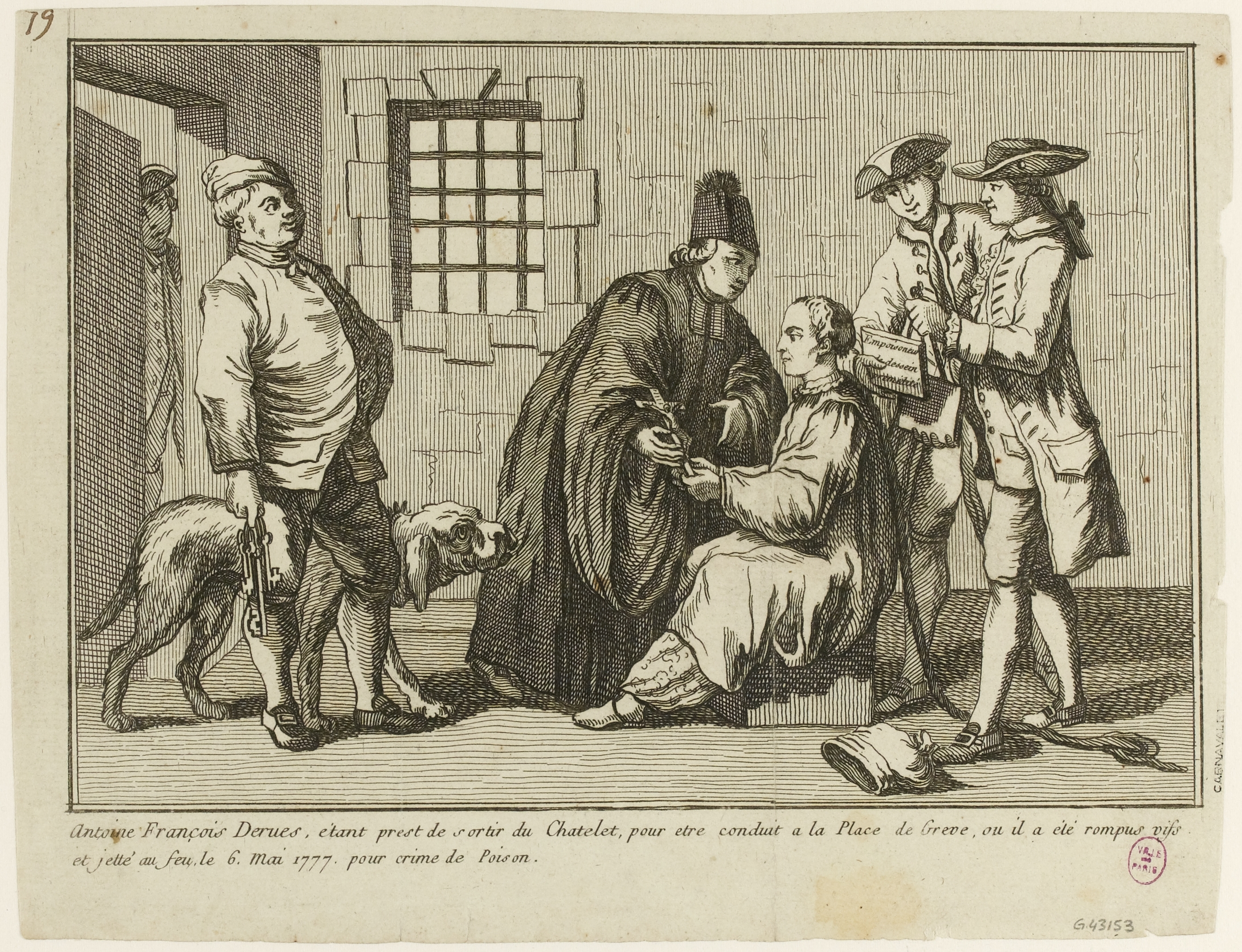
Au matin du 6 mai, dans la prison du Châtelet, on le revêt de la chemise blanche avec un écriteau énonçant son crime : Empoisonneur de dessein prémédité.
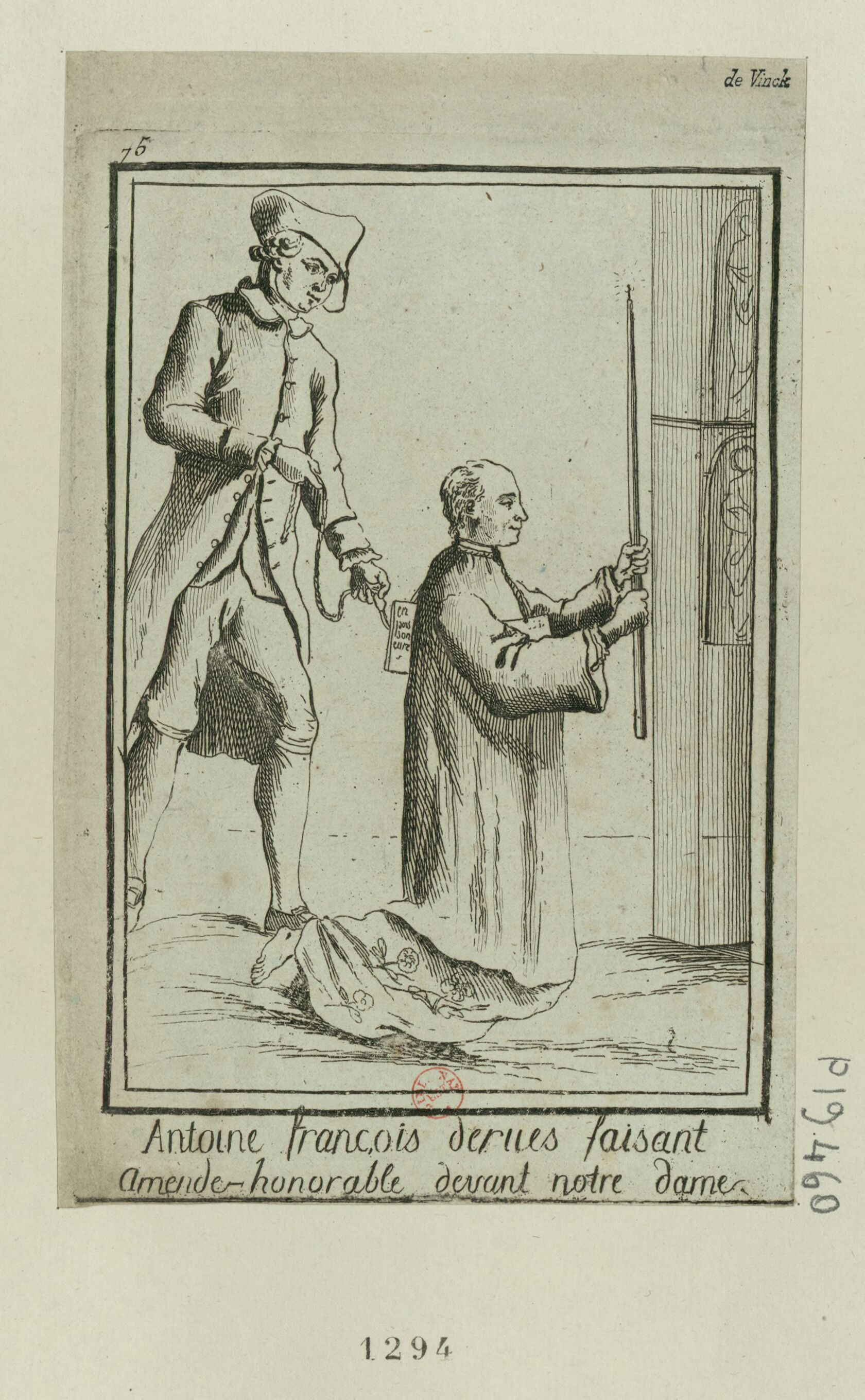
Il fait amende honorable à Notre-Dame.
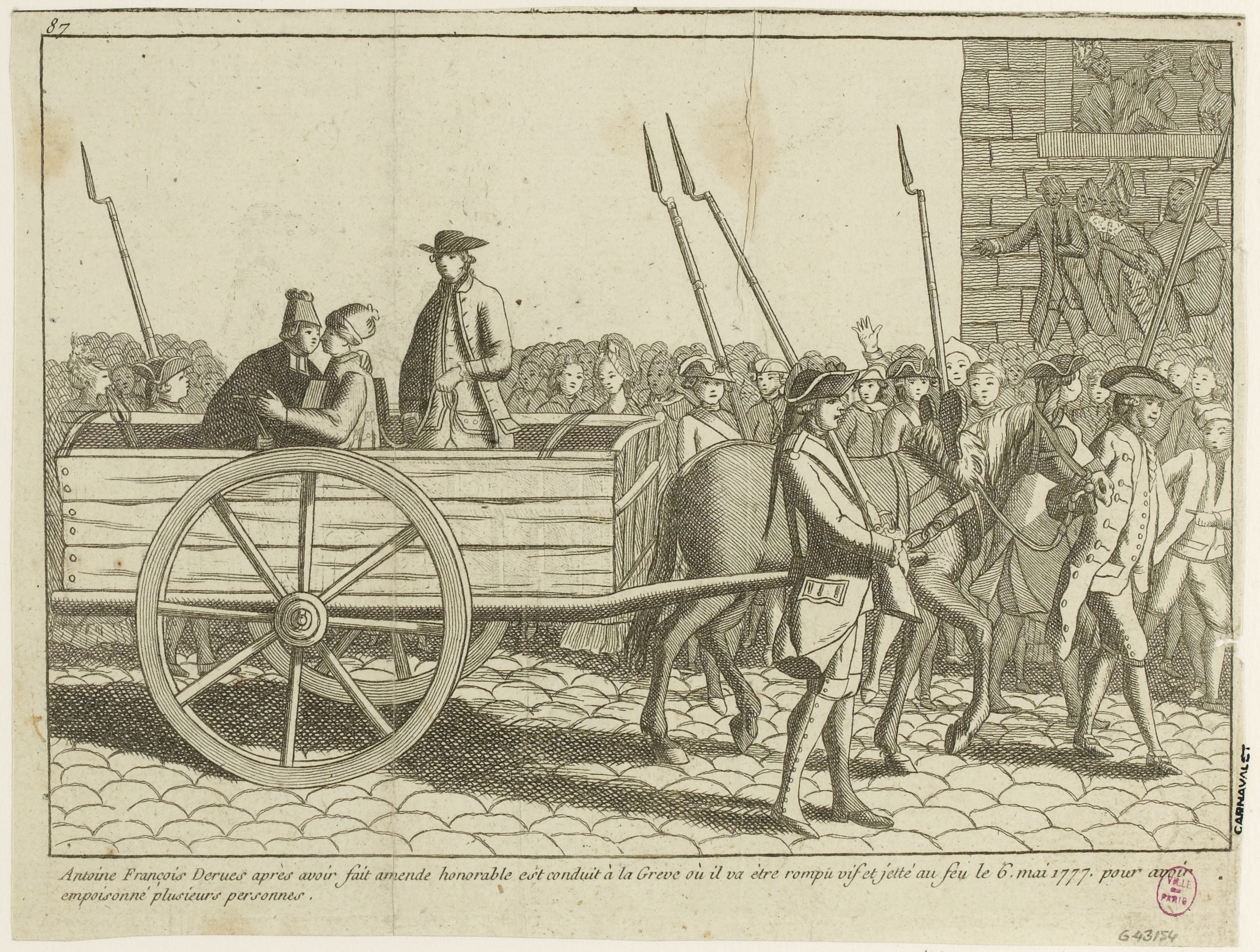
Le transport vers la place de Grève.
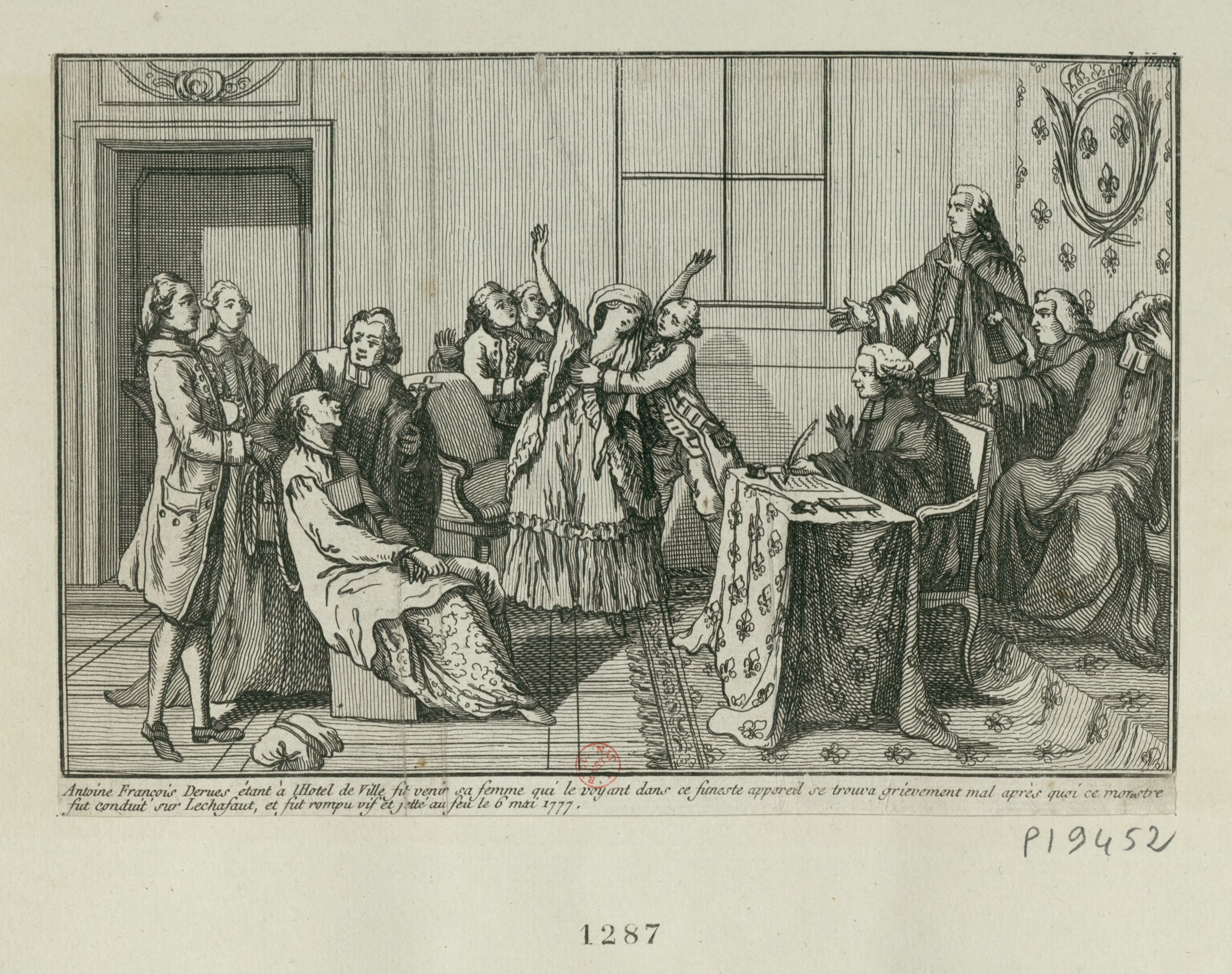
Il recontre sa femme une dernière fois à l'hôtel de Ville.
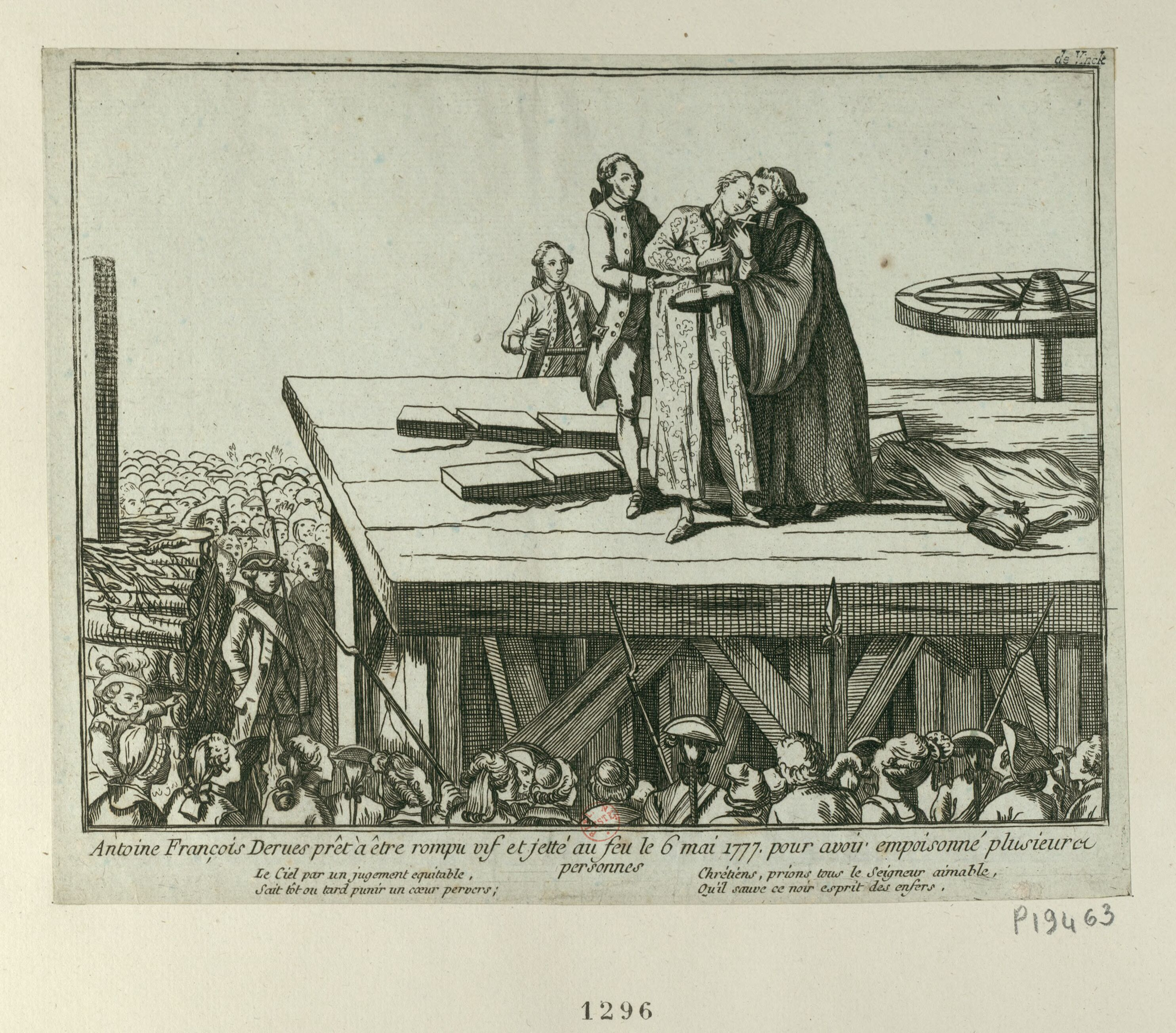
Il prononce ses derniers mots à son confesseur sur l'échafaud.
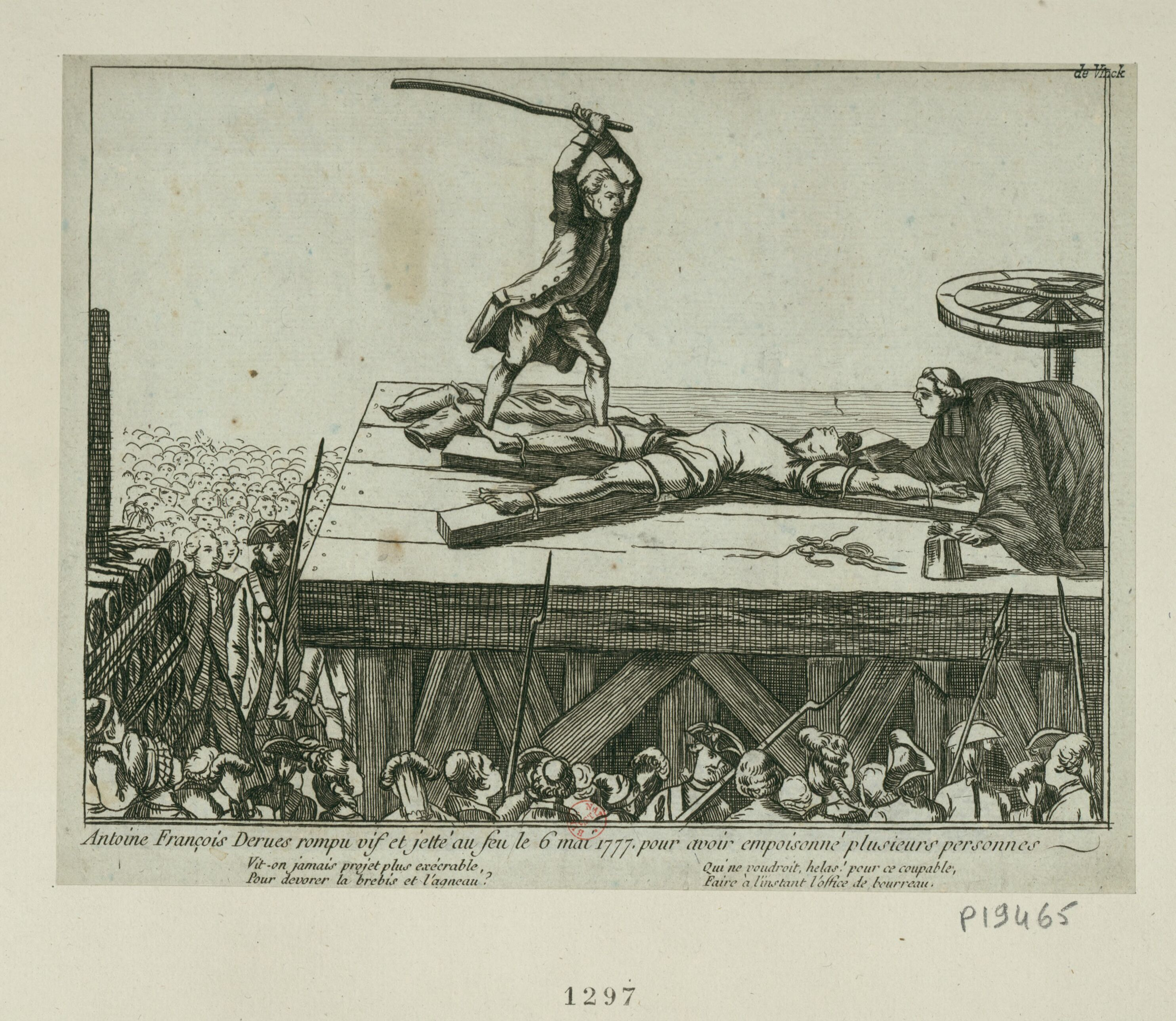
Il est rompu vif sur une croix de Saint-André.
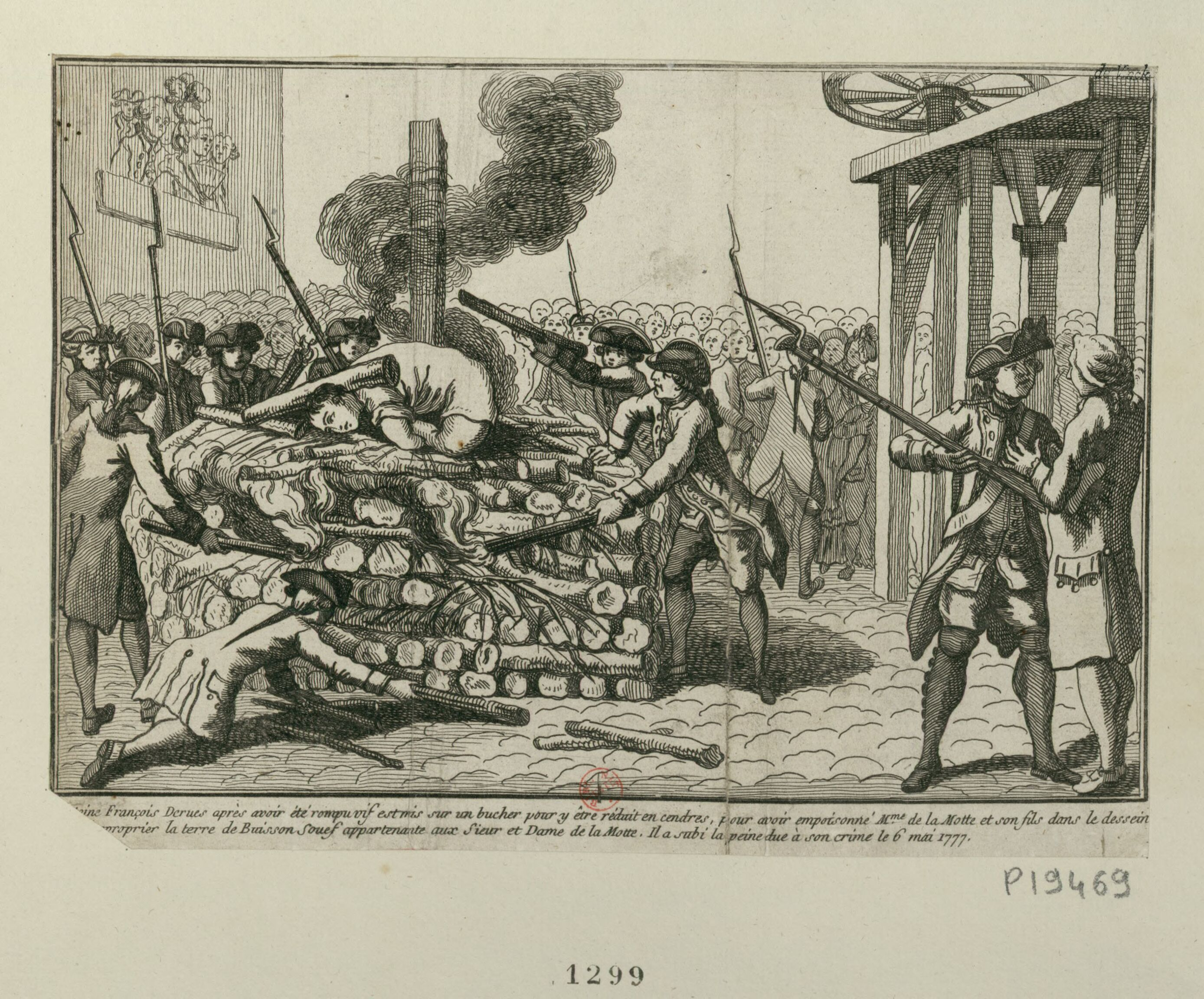
Il est enfin mis encore vivant sur un bûcher pour y être réduit en cendres.